# Alfama

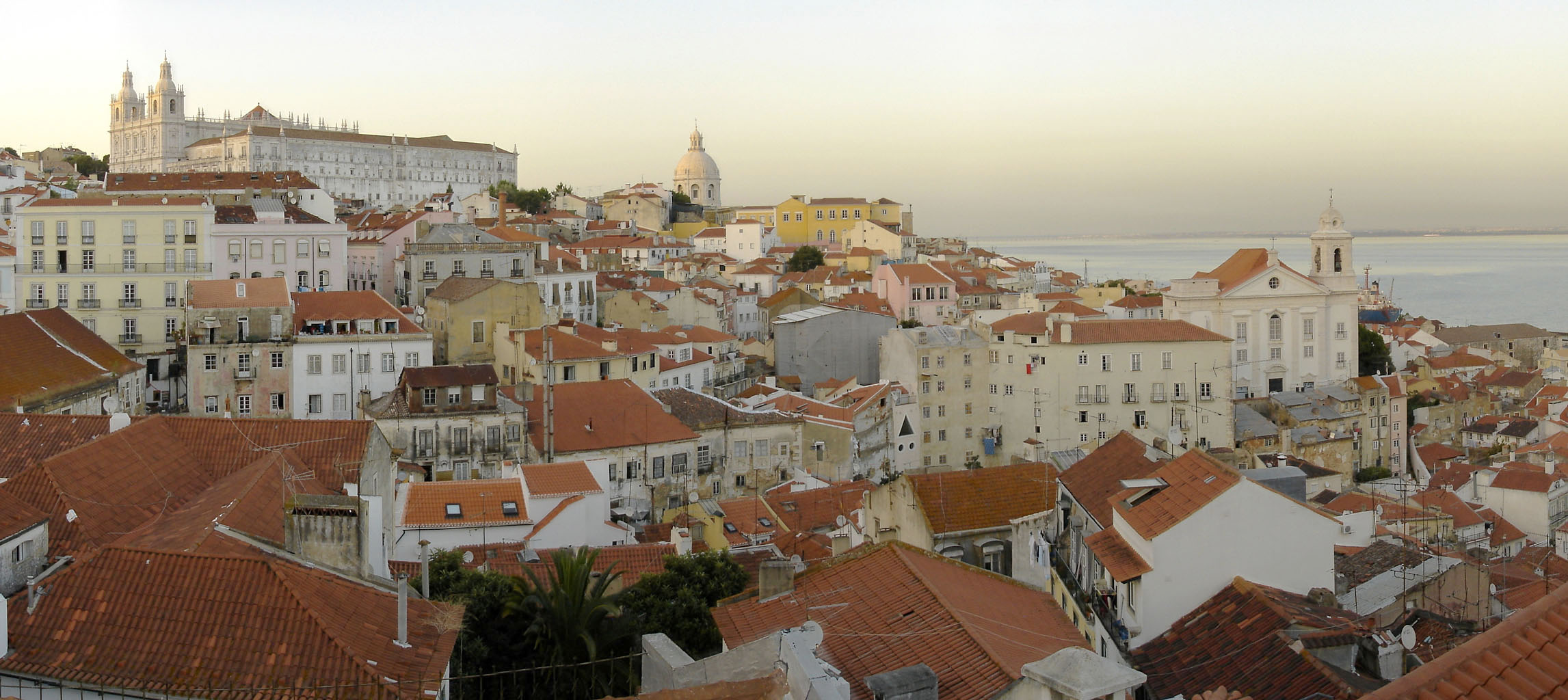
Vista del barrio de la Alfama.

El Barrio de la Alfama es un barrio ubicado en Lisboa, Portugal, es el barrio más antiguo de Lisboa y a su vez uno de los más típicos, actualmente abarca las freguesias de São Miguel, Santo Estêvão y São Vicente de Fora. Queda más elevando respecto a la Baixa Pombalina y frente al Barrio Alto. La etimología de Alfama deriva de la palabra árabe al-hamma (الحمّة) o posiblemente alfamm , que significa baños o fuentes.

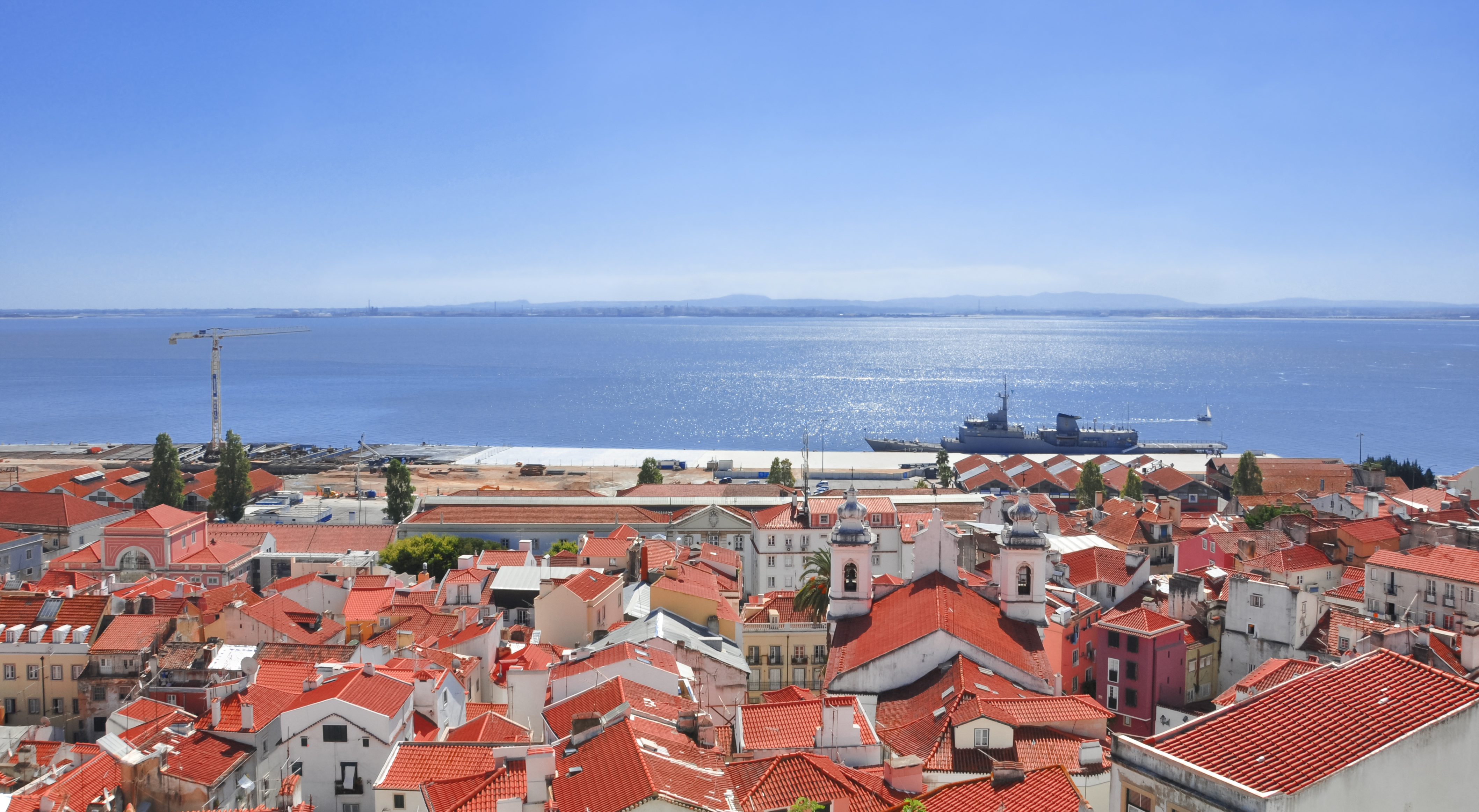
Vista matutina del Río Tajo y del Distrito de Alfama desde el Mirador de Santa Luzia.

Las espectaculares vistas sobre Alfama se pueden encontrar paseando a través de los miradores de Portas do Sol y el mirador de Santa Luzia. Subiendo y dominando Alfama se encuentra la colina del Castillo de San Jorge de Lisboa, una fortaleza con un excelente estado de conservación que fue palacio real hasta el siglo XVI, al mismo tiempo podemos encontrar la colina de São Vicente. Además del Castillo los principales monumentos de la zona son la Catedral de Lisboa, la Iglesia de Santo Estevao y la Iglesia de San Vicente de Fora.
Alfama es un barrio peculiar, recordando un pueblo o aldea en la cual las personas se conocen y se saludan diariamente. El barrio es frecuentado por innumerables turistas portugueses y extranjeros, siendo considerado Alfama como el barrio más seguro de toda Lisboa. A su vez, Alfama es conocida por sus restaurantes y por sus casas de fado, así como los festejos de los Santos populares, en especial en la noche de Santo Antonio durante el 12 y el 13 de junio.

## Historia
En el inicio del Siglo VIII después de la presencia sueva y visigoda, las murallas del castillo y la cerca (que después se conoció como Cerca Moura) fueron reconstruidas por los musulmanes que habían conquistado la ciudad y que ejercerían su influencia durante 400 años.
Durante el dominio musulmán, entre los años 711 y 1147 d. C. la ciudad se podía dividir en tres áreas: la zona del castillo, la alcáçova y los límites de la muralla. Alfama se dividía en dos:
- La Alfama do Alto, donde residían las clases más aristocráticas, situada dentro de la Cerca Moura en la parte oriental de lo que es actualmente la freguesia de la Catedral de Lisboa, que comunicaba con la puerta de Alfama o la de São Pedro (localizada en la rua de São João da Praça).
- La Alfama do Mar, el barrio popular donde vivía la mayoría de la población.

En 1147 Lisboa es cercada y tomada por el primer Rey de Portugal, Alfonso I de Portugal. Al final del siglo XII son construidas las primeras iglesias, San Miguel y San Esteban. La primera Iglesia de Santa Luzia fue construida entre el siglo XII y XIII, junto a la muralla en las Puertas del Sol.
Con el dominio cristiano los límites de Alfama se alargaron hacia el este, dentro de los límites de la Cerca Nova también conocida como Cerca Fernandina, llegando hasta el Chafariz de los Caballos -Chafariz de Dentro-, construido cerca de la playa durante el siglo XIII, cuyo nombre procede de los dos caballos de bronce instalados en las salidas de agua. El Largo do Chafariz de Dentro - auténtico Rossio de Alfama - era un espacio público muy frecuentado donde desembocaban dos calles importantes del barrio: la Rua de San Pedro (un mercadillo donde los marinos vendían pescado) y que posteriormente vino a llamarse Rua dos Remedios.
Los pescadores tuvieron gran importancia en el desarrollo de la vida en el barrio hasta hace relativamente poco tiempo. Fueron las gentes del mar las que edificaron la Ermita de los Remedios - también conocida como Ermita del Espíritu Santo - y un pequeño hospital adosado. Durante el final del siglo XII se instala una zona llamada Escuelas Generales, la residencia de los estudiantes universitarios que se mantuvo allí hasta la transferencia de la Universidad para Coímbra en el siglo XVI.
En la Alfama medieval convivieron Cristianos, Judíos y Musulmanes. Una de las juderías de Lisboa se estableció en una pequeña área que engloba la que actualmente es llamada Rua da Judiaria. El barrio fue prácticamente destruido por el terremoto de 1755. La reconstrucción no tuvo influencia de los esquemas pombalinos manteniendo así la planta laberíntica de pequeñas calles, callejones y escalinatas.
Durante la última fase del Estado novo, Alfama fue dejada a su suerte, al abandono y la degradación, la criminalidad en el distrito aumentó progresivamente.
Tras la revolución de los claveles la situación apenas mejoró, durante los años 80 del siglo XX se tornó uno de los barrios más problemáticos de la ciudad, especialmente conflictiva era la situación del tráfico de droga. Solo a mediados de la década de los 90, Alfama comenzó a recuperarse lentamente, siendo hoy en día un ejemplo a seguir por otras zonas históricas de la ciudad.

## Aguas de Alfama
La razón de nombre de Alfama queda confirmada por la carta geológica del distrito de Lisboa, esta muestra un grupo de manantiales minero medicinales asociados a una falla geológica que corta las capas del Miocénico. A lo largo de la historia, estos manantiales fueron canalizados hacia los distintos chafarices.
Los chafarices de Alfama son:
- Chafariz de El-Rei
- Chafariz de dentro - también conocido como Chafariz de los Caballos -.
- Chafariz de la Playa (desmontado)

Gracias a este conjunto de manantiales con un caudal bastante significativo, Alfama era, antes de la construcción del Acueducto de las Aguas Libres, la zona de Lisboa con mejores canalizaciones de agua. Las aguas de Alfama o Aguas orientales fueron introducidas en 1868 en la red de abastecimiento público de Lisboa con la construcción en la antigua localización del Chafariz de la Playa de una cisterna que recogía el agua de un ascensor movido a vapor que elevaba el agua hasta la recién construida reserva de agua de la Verónica (1862). El actual Museu do Fado está instalado sobre esa cisterna la cual puede ser visitada.
Estos manantiales cuyas temperaturas llegan en algunos casos por encima de los 20 °C son finalmente clasificados a finales del siglo XIX oficialmente con carácter medicinal, dichos manantiales fueron explotados desde el siglo XVII como baños públicos o aguas termales manteniéndose hasta las primeras décadas del siglo XX.
Aguas termales de Alfama:
- Aguas termales del Duque (30° a 34 °C)
- Baños de Dona Clara (24° a 28 °C)
- Aguas termales de Baptista (32° a 34 °C)
- Baños del Doctor (27 °C)

Durante unas reformas fue descubierto el manantial del antiguo Tanque das Lavanderas de Alfama. Las pretendidas propiedades curativas de aquellas aguas granjearon fama al manantial, siendo conocido popularmente como Fuente de las Ratas, tal fama llegó a su máximo histórico a inicios de los años 60 en el siglo XX, justo antes de su clausura por contaminación.